# Richard Stolten
Richard Stolten (* 8. März 1910; † 8. August 1945 in Moosburg an der Isar) war ein deutscher SS-Oberscharführer und in leitender Funktion im KZ Auschwitz III Monowitz eingesetzt.

## Leben
Stolten war zunächst als Blockführer im Stammlager des KZ Auschwitz eingesetzt, bevor er ab dem Frühjahr 1941 die Wachkompanie im KZ Auschwitz III Monowitz leitete. In Dworny erschoss er einen flüchtenden Häftling und wurde dafür durch Lagerkommandant Rudolf Höß belobigt. Im Herbst 1943 wurde er Arbeitsdienstführer im KZ Auschwitz-Monowitz. In dieser Funktion wirkte er dort aktiv oder durch seine Weisungen an Selektionen von Häftlingen mit und war somit für den Tod vieler „arbeitsunfähiger“ oder geschwächter Häftlinge verantwortlich. Im Spätsommer 1944 leitete er kurzzeitig das Außenlager Gleiwitz I.
Nach der Räumung des Lagerkomplexes Auschwitz war er noch im KZ Mittelbau-Dora und im Zwangsarbeitslager Ohrdruf eingesetzt.
Nach Kriegsende befand er sich in alliierter Internierung und suizidierte sich nach seiner Identifizierung durch den Auschwitzüberlebenden Adolf Rögner im Spätsommer 1945.